# Temporada de tufões no Pacífico de 1968
A temporada de tufões no Pacífico de 1968 não tem limites oficiais; durou o ano todo em 1968, mas a maioria dos ciclones tropicais tende a se formar no noroeste do Oceano Pacífico entre junho e dezembro. Essas datas delimitam convencionalmente o período de cada ano em que a maioria dos ciclones tropicais se forma no noroeste do Oceano Pacífico.
O escopo deste artigo é limitado ao Oceano Pacífico, ao norte do equador e a oeste da Linha Internacional de Data. As tempestades que se formam a leste da linha de data e ao norte do equador são chamadas de furacões; veja a temporada de furacões de 1968 no Pacífico. As tempestades tropicais formadas em toda a bacia do Pacífico Ocidental receberam um nome do Joint Typhoon Warning Center. As depressões tropicais nesta bacia têm o sufixo "W" adicionado ao seu número. As depressões tropicais que entram ou se formam na área de responsabilidade das Filipinas recebem um nome do Philippine Weather Bureau, o predecessor da Philippine Atmospheric, Geophysical and Astronomical Services Administration (PAGASA). Muitas vezes, isso pode resultar na mesma tempestade com dois nomes.

## Sistemas
31 depressões tropicais se formaram este ano no Pacífico Ocidental, das quais 27 se tornaram tempestades tropicais. 20 tempestades atingiram a intensidade do tufão, das quais 4 atingiram a força do supertufão. Nenhuma tempestade nesta temporada causou danos significativos ou mortes.

### Depressão Tropical 01 CMA
Uma depressão tropical formou-se a noroeste de Palau. Movendo-se para o norte-noroeste, a depressão degenerou para um remanescente baixo, uma vez que tomou uma direção anti-horária antes de se dissipar.
Esta depressão não foi reconhecida pela JMA, mas pela CMA.

### Tempestade Tropical Severa Polly
A tempestade tropical Polly deixou cair fortes chuvas nas ilhas do sul do Japão. 112 pessoas morreram e 21 desapareceram devido às enchentes e deslizamentos de terra causados pelas fortes chuvas de Polly.
Em 18 de agosto, dois ônibus turísticos se envolveram no deslizamento de terra em Shirakawa, Gifu, caiu no rio Hida, e 95 pessoas morreram e 9 pessoas desapareceram.

### Tempestade Tropical Severa Trix (Iniang)
A severa tempestade tropical Trix atingiu as ilhas do sul de Kyūshū e Shikoku. Enchentes pesadas mataram 25 pessoas e deixou 2 ausência de.

### Tempestade Tropical Severa Virginia
Virginia foi notada pela primeira vez perto da Linha Internacional de Data, cerca de 500 km (310 mi) noroeste das Ilhas Midway. O sistema se organizou e o primeiro alerta foi emitido no dia 25 de agosto às 0006Z, com ventos de 35 kn (40 mph). 18 horas depois, Virginia cruzou a linha de data, com ventos de 50 nós (60 km/h). Mais tarde, tornou-se extratropical em 27 de agosto no Golfo do Alasca.

### Tufão Wendy (Lusing)
A tempestade tropical Wendy, que se formou em 28 de agosto no Pacífico Ocidental, intensificou-se rapidamente para um pico de 160 ventos de mph no dia 31. Ele enfraqueceu constantemente à medida que se movia para o oeste e passou pelo sul de Taiwan em 5 de setembro como um tufão mínimo. Wendy continuou a enfraquecer e, após cruzar o Mar da China Meridional, Wendy se dissipou sobre o norte do Vietnã no dia 9.

### Tufão Agnes
O tufão que não se aproximou da terra de perto. O tufão foi um dos dois ciclones de categoria 5 a serem nomeados Agnes, sendo o outro em 1952.

### Tufão Della (Maring)
O tufão Della atingiu a ilha de Kyūshū no sul do Japão com ventos de 100 mph. Della matou 11 em todo o sul do Japão.

### Tufão Elaine (Nitang)
Super tufão Elaine, depois de atingir o pico de 175 ventos de mph, enfraquecidos para atingir o extremo norte de Lução em 28 de setembro como tufão 210 km/h (130 mph). Ele continuou para o noroeste e, depois de atingir o sudeste da China como uma tempestade tropical mínima, Elaine se dissipou em 1 de outubro.

### Tufão Ora (Toyang)
Um tufão que atingiu a costa nas Filipinas como categoria 1 e afetou a maior parte do norte das Filipinas como uma tempestade tropical.

## Nomes de tempestade
Os ciclones tropicais do Pacífico Norte Ocidental foram nomeados pelo Joint Typhoon Warning Center. A primeira tempestade de 1968 foi chamada de Jean e a última foi chamada de Ora.
| - Agnes 17W - Bonnie 18W - Carmen 19W - Della 20W - Elaine 21W - Faye 22W - Gloria 23W - Hester 24W - Irma 25W - Judy 26W - Kit 27W - Lola 28W - Mamie 29W - Nina 30W - Ora 31W - Phyllis - Rita - Susan - Tess - Viola - Winnie | - Alice - Betty - Cora - Doris - Elsie - Flossie - Grace - Helen - Ida - June - Kathy - Lorna - Marie - Nancy - Olga - Pamela - Ruby - Sally - Therese - Violet - Wilda | - Anita - Billie - Clara - Dot - Ellen - Fran - Georgia - Hope - Iris - Joan - Kate - Louise - Marge - Nora - Opal - Patsy - Ruth - Sarah - Thelma - Vera - Wanda | - Amy - Babe - Carla - Dinah - Emma - Freda - Gilda - Harriet - Ivy - Jean 2W - Kim 3W - Lucy 6W - Mary 7W - Nadine 8W - Olive 9W - Polly 10W - Rose 12W - Shirley 13W - Trix 14W - Virgínia 15W - Wendy 16W |

### Philippines
| Asiang         | Biring                 | Konsing                  | Didang                            | Edeng                              |
| Gloring        | Huaning                | Iniang                   | Lusing                            | Maring                             |
| Nitang         | Osang                  | Paring                   | Reming                            | Seniang                            |
| Toyang         | Undang                 | Welpring (sem ser usado) | Yoning (sem usar) (sem ser usado) |                                    |
| Auxiliary list |                        |                          |                                   |                                    |
|                |                        |                          |                                   | Aring (sem usar)                   |
| Basiang        | Kayang (sem ser usado) | Dorang (sem ser usado)   | Enang (sem ser usado)             | Grasing (sem usar) (sem ser usado) |

O Philippine Weather Bureau (mais tarde renomeado para Administração de Serviços Atmosféricos, Geofísicos e Astronômicos das Filipinas em 1972) usa seu próprio esquema de nomenclatura para ciclones tropicais em sua área de responsabilidade. A PAGASA atribui nomes às depressões tropicais que se formam dentro de sua área de responsabilidade e a qualquer ciclone tropical que possa se mover para dentro de sua área de responsabilidade. Caso a lista de nomes para um determinado ano se revele insuficiente, os nomes são retirados de uma lista auxiliar, os primeiros 6 dos quais são publicados todos os anos antes do início da temporada. Os nomes não retirados desta lista serão usados novamente na temporada de 1972. Esta é a mesma lista usada para a temporada de 1964, exceto para Didang e Iniang, que substituíram Dading e Isang ; o último seria posteriormente reintroduzido em 1972 por razões ainda desconhecidas. O Philippine Weather Bureau e seu sucessor PAGASA usam seu próprio esquema de nomenclatura que começa no alfabeto filipino, com nomes de mulheres filipinas terminando com "ng" (A, B, K, D, etc. ). Os nomes que não foram atribuídos/vão ser usados são marcados em cinzento.